# Geissomeria gigantea
Geissomeria gigantea là một loài thực vật có hoa trong họ Ô rô. Loài này được Rizzini mô tả khoa học đầu tiên năm 1949.